# Вимеркате
Вимерка̀те (на италиански: Vimercate, на западноломбардски: Vimercàa, Вимеркаа) е град и община в Северна Италия, провинция Монца и Брианца, регион Ломбардия. Разположен е на 194 m надморска височина. Населението на общината е 25 484 души (към 2013 г.).
До 2004 г. общината е част от провинция Милано.